# Under the Covers, Vol. III
Under the Covers, Vol. III är Ninja Sex Partys sjunde studioalbum och tredje coveralbum, släppt den 15 november 2019. De flesta av låtarna är från 70 och 80-talet.

## Låtlista
1. "We Built This City" (Starship) - 4:39
2. "Photograph" (Def Leppard) - 4:15
3. "Down Under" (Men at Work) - 3:11
4. "Sledge Hammer" (Peter Gabriel) - 4:33
5. "Glory of Love" (Peter Cetera) - 4:35
6. "Always Something There to Remind Me" (Lou Johnson) - 3:09
7. "Closer to the Heart (Rush) - 2:41
8. "Nights on Broadway" (Bee Gees) - 4:39
9. "Owner of a Lonely Heart" (Yes) - 3:59
10. "When You Were Mine" (Prince) - 3:28
11. "Safety Dance" (Men Without Hats) - 2:42
12. "I Won't Back Down" (Tom Petty) - 3:03
13. "(Don't Fear) The Reaper" (Blue Öyster Cult) - 6:03